# 富彦斌
富彦斌（1964年—），中華人民共和國商人。正源地产創辦人。曾任大连市人大代表、大连市总商会副会长。
富彦斌出生於黑龙江省齐齐哈尔市，毕业于北京大学，是谷开来、薄熙来的校友，与薄熙来家庭关系密切。1992年創辦正源地产。2008年，富彦斌是当年福布斯中国富豪榜第339位富豪。2009年左右，薄熙来來到重庆后，富彦斌在重慶投资了两个地产项目和五个政府BT（建造-转交）项目。薄熙來倒台後，富彦斌一度被控制。除了薄熙來外，富彦斌與李长春家人也有來往。不久富彦斌被釋放。